# Werfenweng
Werfenweng osztrák község Salzburg tartomány Sankt Johann im Pongau-i járásában. 2018 januárjában 1012 lakosa volt. 

## Elhelyezkedése

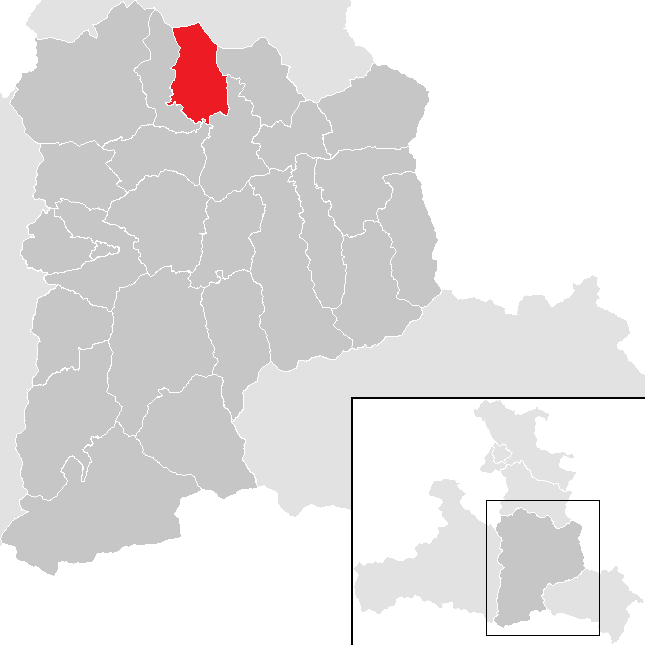
Werfenweng a St. Johann im Pongau-i járásban

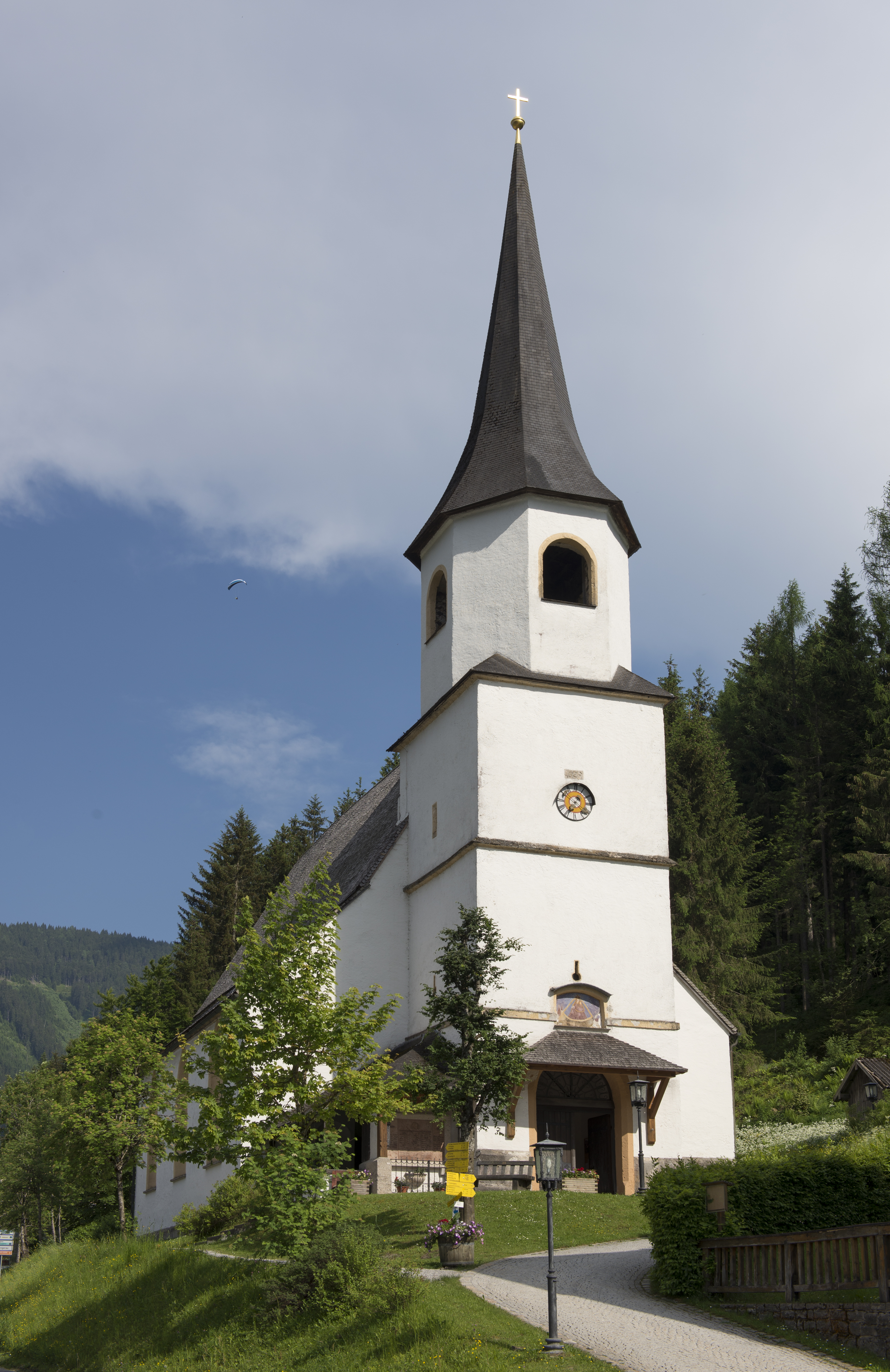
A Szűz Mária születése plébániatemplom

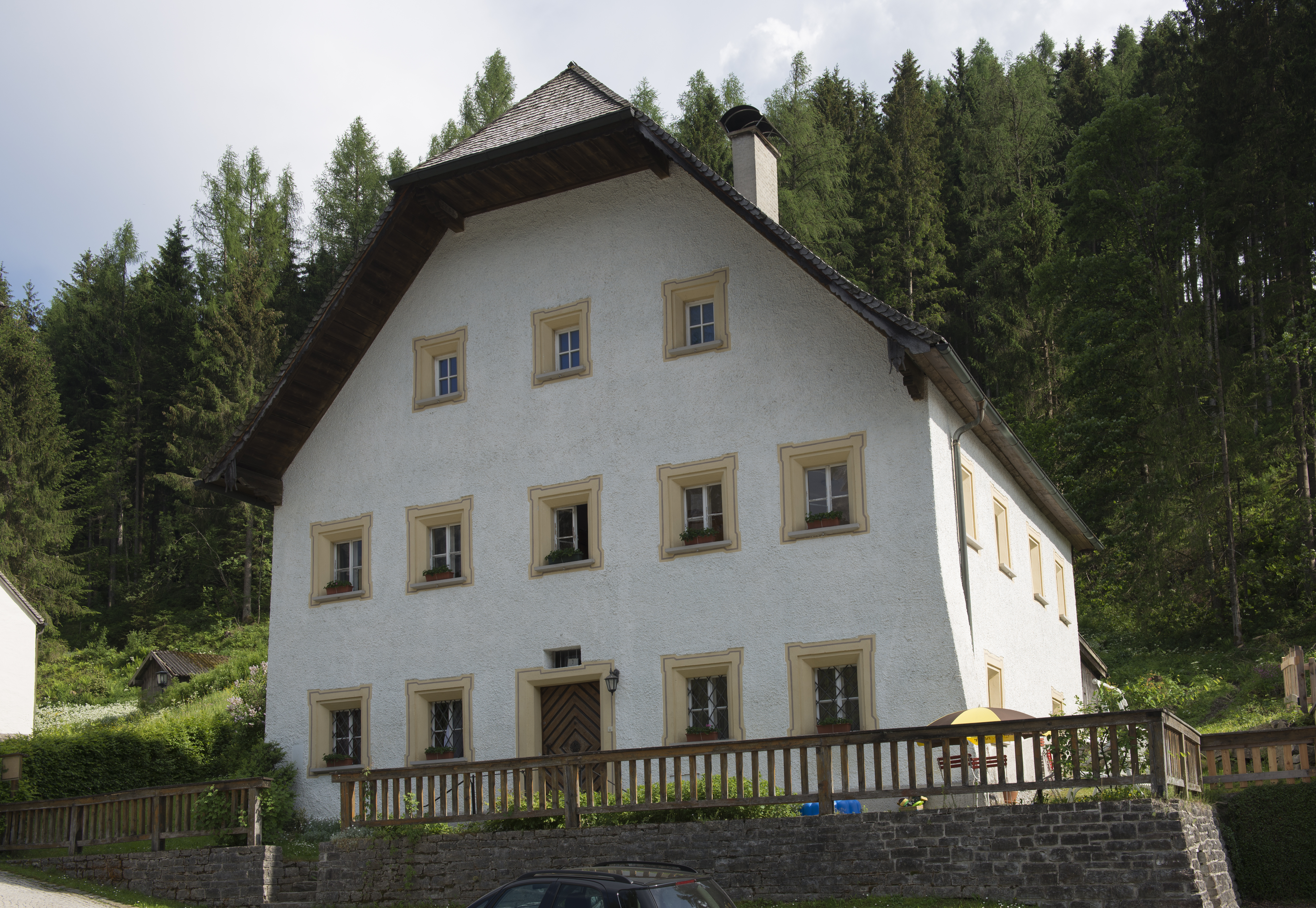
A katolikus plébánia

Werfenweng Salzburg tartomány Pongau régiójában fekszik az Északi Mészkő-Alpokhoz tartozó Tennen-hegység délnyugati lábainál, a Wengerbach folyó mentén. Az önkormányzat 3 települést egyesít: Lampersbach (150 lakos 2018-ban), Eulersberg (168 lakos) és Weng (694 lakos). 
A környező önkormányzatok: keletre Sankt Martin am Tennengebirge, délkeletre Hüttau, délre Bischofshofen, nyugatra Pfarrwerfen, északra Scheffau am Tennengebirge, északkeletre Abtenau.

## Története
Werfenwenget először 1090-ben említik. A falu a Gebhard salzburgi érsek által 1077-ben építtetett Hohenwerfen várának uradalmához tartozott. Templomát 1509-ben szentelték fel. 1731-ben az érsek elűzte a protestánsokat (mintegy 20 ezer embert) a birtokairól. A földek munkaerő nélkül maradtak, 1766 tanya vált lakatlanná, többek között Werfenwengben is. 1748-ban megalapították az első iskolát. A napóleoni háborúk során 1809-ben néhány werfenwengi is csatlakozott Peter Sieberer csapatához, hogy a Lueg-hágónál megállítsák a franciákat. 
Az Anschluss után a birodalmi hatóságok egyesítették Werfenwenget és Pfarrwerfent; a két község 1948-ban vált szét ismét. Az 1950-es években a község a tartományban az elsők között kezdte el kifejleszteni idegenforgalmi infrastruktúráját, 1956-ban megépült az első sífelvonó.   

## Lakossága
A werfenwengi önkormányzat területén 2017 januárjában 1012 fő élt. A lakosságszám 1939 óta gyarapodó tendenciát mutat. 2016-ban a helybeliek 91%-a volt osztrák állampolgár; a külföldiek közül 5,4% a régi (2004 előtti), 2,6% az új EU-tagállamokból érkezett. 2001-ben a lakosok 88,9%-a római katolikusnak, 2,9% evangélikusnak, 2,6% muzulmánnak, 4,4% pedig felekezet nélkülinek vallotta magát. Ugyanekkor a legnagyobb nemzetiségi csoportot a németek (95,3%) mellett a törökök (1%) alkották. 
A lakosság számának változása:

| 2016 | 969   |
| 2018 | 1 012 |

## Látnivalók
- a Szűz Mária születése plébániatemplom
- az 1744-ben épült katolikus plébánia
- a símúzeum

## Fordítás
- Ez a szócikk részben vagy egészben  a   Werfenweng című német Wikipédia-szócikk ezen változatának fordításán alapul.  Az eredeti cikk szerkesztőit annak laptörténete sorolja fel. Ez a jelzés csupán a megfogalmazás eredetét és a szerzői jogokat jelzi, nem szolgál a cikkben szereplő információk forrásmegjelöléseként.